# Museo de Zoología Comparada

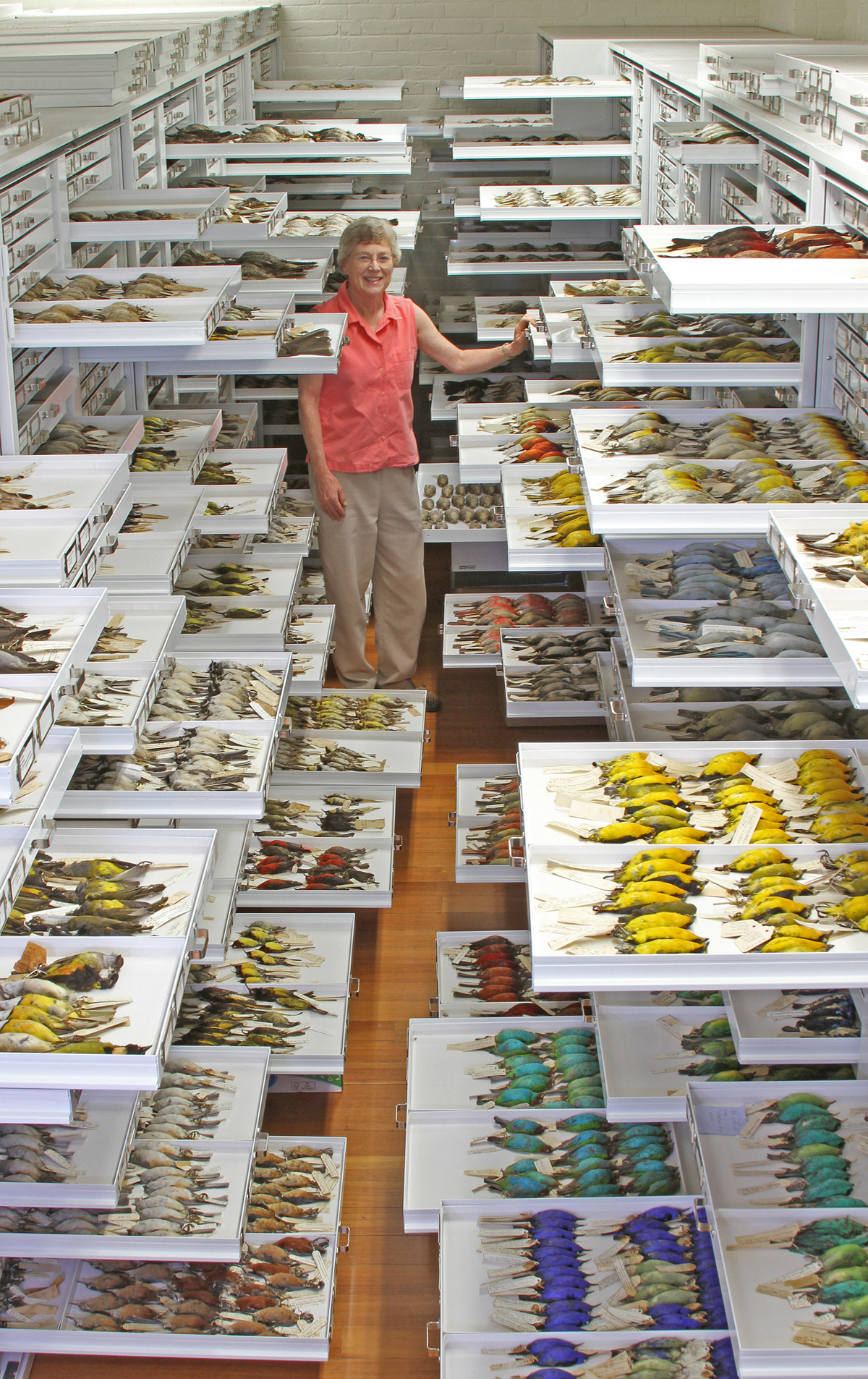
Colección ornitológica del Museo de Zoología Comparada.

El Museo de Zoología Comparada (en inglés, Museum of Comparative Zoology) fue fundado en 1859 en el seno de la Universidad de Harvard gracias a Louis Agassiz (1807-1873). Está consagrado tanto a la conservación y enriquecimiento de las colecciones como a los trabajos de investigación, especialmente en el campo de la evolución. 
El Museo se divide en doce secciones: Biología Oceanográfica, Entomología, Herpetología, Ictiología, Paleontología de los Invertebrados, Zoología de los Invertebrados, Mamíferos, Biología marina, Moluscos, Ornitología, Genética poblacional y Paleontología de los Vertebrados. 
El Museo de Zoología Comparada está abierto todos los días de 9:00 a. m. a 5:00 a. m.